# الأدلة البينة النورانية في مفاخر الدولة الحفصية
الأدلة البينة النورانية في مفاخر الدولة الحفصية هو كتاب ألفه ابن الشماع عام 1457 م\861 هـ، يذكر فيه تاريخ الدولة الحفصية وسير سلاطينها إلى أبو عمرو عثمان. حققه الطاهر المعموري ونشرته الدار العربية للكتاب بتونس عام 1984.